# Catherine Di Folco
Pour les articles homonymes, voir Di Folco.
Cet article possède des paronymes, voir Di Falco et Folco Lulli.
Catherine Di Folco, née le 30 novembre 1960, est une femme politique française. Elle est sénatrice du Rhône depuis 2014.

## Biographie
Élue maire de Messimy en 2008 et réélue en 2014, elle est également présidente du Centre de gestion de la fonction publique territoriale du Rhône.
Elle est élue sénatrice du Rhône le 28 septembre 2014 sur la liste UMP-divers droite conduite par François-Noël Buffet.
Pour la primaire présidentielle des Républicains de 2016, elle soutient la candidature de François Fillon.
En octobre 2017, elle démissionne de son mandat de maire en raison de la loi limitant le cumul de mandats. Elle est réélue sénatrice lors du scrutin du 27 septembre 2020 sur la liste conduite de nouveau par François-Noël Buffet.